# Karl Bernhard Wessely
Karl Bernhard Wessely, auch Carl Bernhard Wessely (* 1. September 1768 in Berlin; † 11. Juli 1826 in Potsdam), war ein deutscher Komponist. Wessely war Dirigent und Hofkapellmeister des Prinzen Heinrich von Preußen in Rheinsberg. Er komponierte u. a. die Trauerkantate auf den Tod Moses Mendelssohns.

## Leben und Werk
Wessely war ein Schüler von J. A. P. Schulz, wurde 1788 Musikdirektor am königlichen Nationaltheater Berlin, 1796 Hofkapellmeister in Rheinsberg. Nach dem Tode des Prinzen gab er die musikalische Karriere weitestgehend auf und wurde ein niedrigrangiger Staatsbeamter in Berlin, später in Potsdam, wo er einen Verein für klassische Musik begründete, den er bis zu seinem Tode leitete. Er war Mitglied der Berliner Freimaurerloge „Friedrich Wilhelm zur gekrönten Gerechtigkeit“.
Karl Bernhard Wessely komponierte u. a. mehrere Opern, Ballett- und Schauspielmusik, Lieder, Trauerkantaten und Streichquartette. Er war auch als musikologischer Schriftsteller tätig und lieferte entsprechende Zeitschriftenaufsätze, vor allem für das Archiv der Zeit und die Allgemeine Musik-Zeitung.